# Theoderich Ulsenius
Theoderich Ulsenius, vollständig latinisiert Theodoricus Ulsenius (Phrisius), aus Dietrich Ulsen, auch bekannt als Dietrich Uelzen, Theodor Uelzen und Dietrich Ulsenius (* um 1460 in Zwolle; † um 1508 in ’s-Hertogenbosch), war ein niederländischer Arzt und Dichter, der am Ende des 15. und zu Beginn des 16. Jahrhunderts wirkte.

## Leben
Ulsenius stammte aus Friesland. Er war Magister artium und Doctor medicinae. Möglicherweise hatte er diese akademischen Grade in Italien erworben. Ende des 15. Jahrhunderts arbeitete er als Stadtphysicus in Nürnberg. 1496 publizierte er bei Hans Mair sein Gedicht über die „Lustseuche“ Syphilis, das wahrscheinlich von Albrecht Dürer mit einem Holzschnitt illustriert wurde. Das auf einem großen Flugblatt gedruckte Werk mit dem Titel Vaticinium in epidemicam scabiem, quae passim toto orbe grassatur, übersetzt von Ernst Alfred Seckendorf mit „Weissagung des Arztes Theodor Uelzen aus Friesland über die epidemische Krätze, die sich schrittweise über die ganze Welt ausbreitet“, ist in Hexametern abgefasst und umfasst 100 Verse. Es schildert einen Traum, in dem Apollon dem Verfasser erscheint und mit ihm spricht. Als Grund für die Epidemie wird eine unheilvolle Konjunktion von Jupiter und Saturn angegeben. Oberhalb des auf dem Flugblatt dargestellten, mit braunen Blattern an Gesicht, Armen und Beinen befallenen Mannes sieht man den Tierkreis des Jahres 1484, der im Sternbild des Skorpions vier Planeten und die Sonne sowie im Sternbild des Widders einen fünften Planeten zeigt.

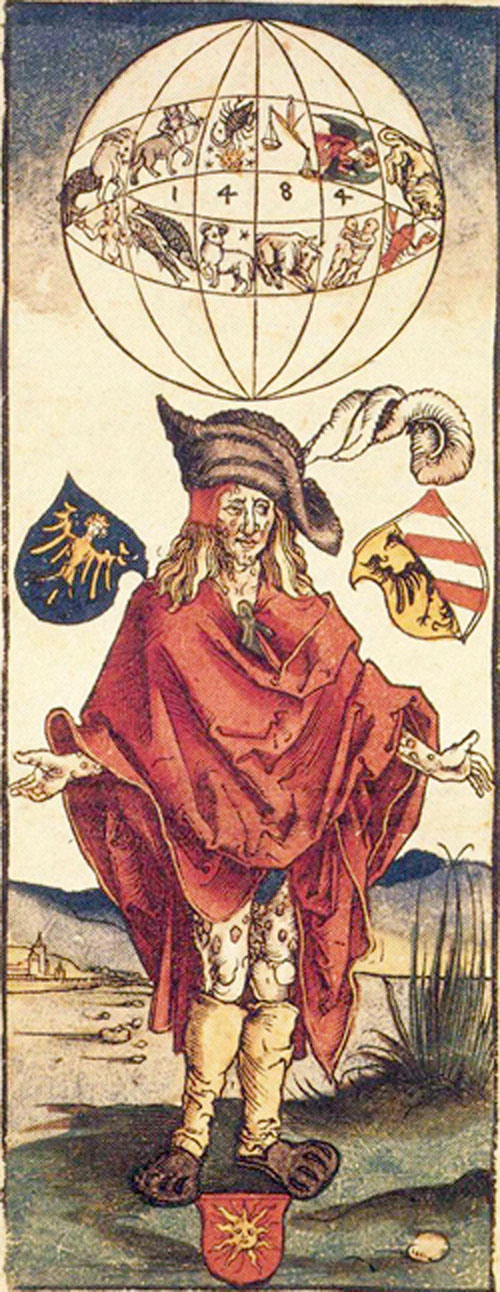
Illustration zu Ulsenius’ Syphilisgedicht

Das Gedicht gilt trotz des Prodigienglaubens, der sich in diesen Versen ausspricht, als eine der ältesten Beschreibungen der Syphilis durch einen deutschen Arzt. Im Jahr 1843 gab Professor C. H. Fuchs eine Sammlung der ältesten Schriftsteller über die Lustseuche in Deutschland heraus, in der er das Flugblatt mit aufnehmen wollte, das zu diesem Zeitpunkt allerdings als verschollen galt. Erst als er ein Exemplar in der Hof- und Staatsbibliothek in München aufgetan hatte, konnte er einen entsprechenden Nachtrag verfassen. Im Jahr 1900 veröffentlichte Johann Ueltzen eine Reproduktion des Vaticinium.
Im selben Jahr wie das Vaticinium kam, ebenfalls in Nürnberg, ein weiteres Gedicht des Arztes heraus: De pharmacandi comprobata ratione, medicinarum rectificatione symptomatumque purgationis hora supervenientium emendatione libri II. Dieses in Distichen geschriebene Werk wurde von Georg Pistorius in seinen Ausgaben der Sermones convivales der Jahre 1559 und 1571 aufgenommen. Möglicherweise ist es identisch mit den De clinico pharmacandi modo libri duo, die laut Panzer ebenfalls 1496 in Nürnberg gedruckt wurden.
In Nürnberg schloss Ulsenius eine Freundschaft mit Conrad Celtis. Später wurde er Leibarzt der Herzöge von Mecklenburg. Am 7. Februar 1507 legte er in dieser Eigenschaft einen Eid ab, der überliefert worden ist. Spätere Zeugnisse aus seinem Leben sind nicht bekannt.